# Magnolia cylindrica

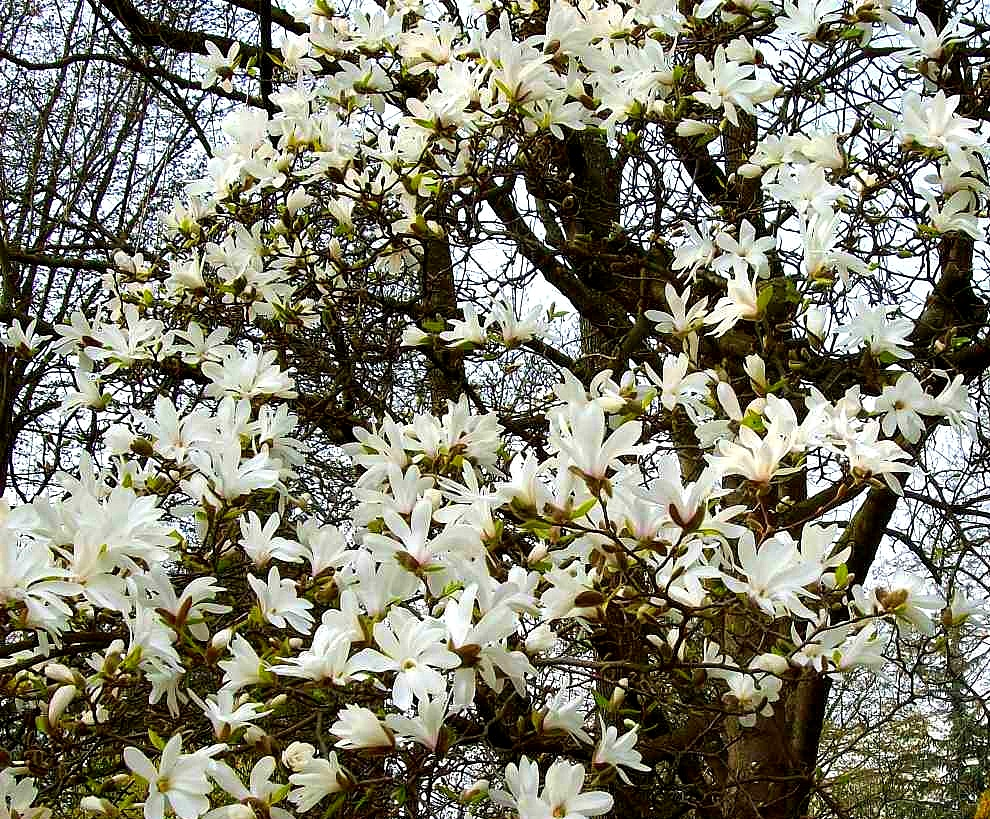
Magnolia cylindrica en flor

Magnolia cylindrica, con el nombre común de  magnolia de Huangshan (nombrado por los montes Huang, de donde es originaria), es una especie de planta en la familia Magnoliaceae. Es endémica de China donde se encuentra en Anhui, Fujian, Jiangxi y Zhejiang.  Está considerada en peligro de extinción por la pérdida de hábitat. 

## Taxonomía
Magnolia cylindrica fue descrito por Ernest Henry Wilson y publicado en Journal of the Arnold Arboretum 8(2): 109. 1927.
Etimología
Magnolia: nombre genérico otorgado en honor de Pierre Magnol, botánico de Montpellier (Francia).
cylindrica: epíteto latino que significa "cilíndrica".
Sinonimia
- Yulania cylindrica (E.H.Wilson) D.L.Fu, J. Wuhan Bot. Res. 19: 198 (2001).[4][5]